# Уча.се
«Уча.се» (болг. Уча.се) — болгарська онлайн-платформа з уроками для школи, яка прагне подати їх зрозуміло та цікаво. Платформа охоплює 97% навчального матеріалу для учнів 1-12 класів.
Матеріали відповідають офіційній шкільній програмі МОН і відповідають Державним стандартам освіти. Уча.се отримував нагороду за найкращу освітню платформу в Болгарії 3 роки поспіль (2012 — 2014), а у 2018 році став сайтом року в категоріях «Сайт-сервіс» і «Сайт продукту».

## Історія

### Засновник
Засновник «Уча.се» — Дарин Маджаров. У 2006 році він закінчив з почесною медаллю Апрельську середню школу. Здобув вищу освіту в Університеті Якобса, Німеччина, де здобув ступінь бакалавра та магістра електроніки та комп’ютерних наук. Ідея створення платформи народилася у 2011 році, коли Дарін навчався в Католицькому університеті Левена, Бельгія, у галузі енергетичних ринків та електромобілів.

### Народження ідеї Уча.се
Молодша сестра Даріна (у той час старшокласниця) не справлялася зі шкільними завданнями, і він часто пояснював їй матеріал через відеозв’язок через Інтернет. Так у нього виникла ідея створити платформу, за допомогою якої учні зможуть навчатися зрозумілою та цікавою мовою та підвищать їх мотивацію та успішність у школі.
Перші 500 відеоуроків Дарін розробив в Уча.се сам, згодом знайшов однодумців і почав поступово розвивати платформу.

### Розвиток платформи
Станом на 2022 рік на сайті та в додатку «Уча.се» є понад 25 000 відеоуроків, вікторин та обговорень ментальних карт, які охоплюють 97% матеріалу, який вивчають у школі. Уроки переглянули понад 110 000 000 разів понад 1 000 000 зареєстрованих студентів, учителів, батьків і студентів. Платформа допомагає всім учням від 1 до 12 класу підвищити свою успішність, розважатися та мати більше вільного часу.
Перші 5 відеоуроків з кожного предмету та класу, а також тести до них безкоштовні для всіх, хто зареєструвався. Решта відеоуроків і тестів доступні зареєстрованим відвідувачам Уча.се після оформлення підписки на певний термін.
Платформа також пропонує навчання за допомогою індивідуальної навчальної гри для кожного учня з 1 по 8 клас. З кожного предмету учні проходять діагностичне тестування, яке виявляє їхні сильні сторони та прогалини в знаннях, а потім готується індивідуальна програма з відеоуроками та тестами відповідно до особистих потреб.
Крім того, кожен учень на платформі розвиває власного віртуального персонажа Уча.се в реальному часі, як у грі. Поки учень переглядає відеоуроки, вирішує тести, веде переговори за допомогою інтелектуальних карт і бере участь в обговореннях під час уроків, його персонаж проходить різні рівні, стає кращим і збирає значки. Уча.се має свій блог – «Motiviram.se», мета якого – давати корисні поради та цінну інформацію учням, вчителям, батькам, студентам.
До 2022 року команда онлайн-платформи налічує 300+ людей.
У 2020 році Уча.се створив власний мобільний додаток і запустив міжнародну версію платформи – eduboom.

### Народження ідеї eduboom
На початку березня 2020 року з Даріном зв’язався румунський підприємець, з яким вони познайомилися через спільних друзів. Вони обговорюють, як школи обох країн справляються з протиепідемічними заходами та карантинами, запровадженими через коронавірус. Дарін розуміє, що в Румунії немає платформи, яка б пропонувала учням відеоуроки, адаптовані до їхніх навчальних програм, щоб служити їм у ситуації дистанційного навчання. Так народилася ідея міжнародної версії Уча.се, в якій учні інших країн можуть навчатися зрозумілою та цікавою мовою з контентом, створеним спеціально для їхніх потреб. Станом на 2022 рік eduboom працює в Румунії, Іспанії та Італії.

## Навчальні продукти

### Відео-уроки
Відеоуроки в Уча.се — це поєднання веселої анімації, захоплюючого аудіо та десятків прикладів із життя. Вони вимагають одночасного перегляду, прослуховування та запису, і таким чином стимулюють усі три основні типи пам’яті. Відеоролики короткі та цікаві, що робить вивчення матеріалу більш цілеспрямованим, швидким та легким. Платформа також пропонує відеоуроки, спеціально розроблені для дошкільнят. Відеоуроки допомагають майбутнім школярам розвивати мислення та подають їм корисні знання в цікавій формі, з анімацією та озвучкою відповідно до віку.

### Тести
Тести після кожного уроку допомагають учням одразу закріпити вивчене та перевірити свої знання. Якщо вони роблять помилку, спеціальна технологія на платформі показує їм точний уривок із відеоуроку, щоб заповнити їхні прогалини.
Питання в тестах оцінюються за складністю та формують ключові навички учнів.
- Перші 5 запитань у тесті тренують навичка розпізнавання — сприйняття: учні показують свою здатність запам’ятовувати та відтворювати інформацію.
- Запитання 6-12 тренують навички розуміння-відповіді: учні демонструють свою здатність розуміти інформацію та використовувати її в дискусії або відповідати на запитання.
- Останні 3 питання, з 13-го по 15-те, тренують навичка застосування — аналізу, або вміння накопичувати теоретичні знання та застосовувати їх у різних ситуаціях.

### Інтелектуальні карти
Інтелектуальні карти містять ключові поняття кожного уроку та візуально представляють зв’язки між ними за допомогою зображень, символів і кольорів. За допомогою ментальної карти учень швидко та легко обговорює всі найважливіші теми та успішно готується до контрольних робіт, заліків, іспитів та іспитів на атестат зрілості.

## Нагороди
Уча.се має 20 нагород серед яких є:
- Перше місце в категорії «Освіта і наука» за 2012 рік у конкурсі БГ сайт;
- Перше місце в категорії «Освіта і наука» за 2013 рік у конкурсі БГ сайт;
- Перше місце в категорії «Освіта і наука» за 2014 рік у конкурсі БГ сайт;
- «Інноваційний стартап року» за 2013 рік – нагорода, яку вручає особисто Президент Болгарії Росен Плевнелієв;
- Нагорода для творця Уча.се Даріна Маджарова в конкурсі Даріка «40 до 40» — нові лідери Болгарії, 2013;
- Премія «Золоте яблуко» 2013 за внесок у життя та добробут болгарських дітей;